# Beats Electronics
Pour les articles homonymes, voir Beat.
Beats Electronics Ttc, couramment appelée Beats by Dre, est une marque de casques audio, d'écouteurs et de haut-parleurs haut de gamme créée en 2006 par le producteur américain Dr. Dre et Jimmy Iovine, président de la maison de disques IGA. En 2014, Apple acquiert l'entreprise pour 3 milliards de dollars.

## Logo
Le logo représente l'initiale "b" de la marque dans un cercle, et symbolise une tête de profil avec un casque sur les oreilles.
On peut aussi y voir la stylisation d'un bras de lecture approchant le rond central d'un disque sur une platine vinyle.

## Historique
Après avoir été dépendant de Monster Cable Products de 2008 à 2012 pour la fabrication de ses accessoires audio, Beats Electronics confectionne aujourd'hui ses propres produits et a doublé ses effectifs pour atteindre 300 personnes tandis que Monster Cable continue de développer ses propres casques.
Durant l'été 2011, l'entreprise taïwanaise HTC spécialisée dans la téléphonie mobile entreprit de racheter 51 % des parts de Beats Electronics pour 300 millions de dollars, faisant d'HTC l'actionnaire majoritaire et créant de cette manière un nouveau partenariat : les smartphones HTC furent équipés de Beats Audio, un logiciel d'optimisation sonore, et, jusqu'à fin 2011, d'écouteurs intra-auriculaires iBeats.
Néanmoins, en septembre 2013, HTC accepte de céder la totalité de ses parts à Beats Electronics à la suite de la baisse des ventes des produits de la marque et à l'intention qu'a cette dernière d'accéder à l'indépendance financière. La même année, Beats Electronics réalise une levée de fonds de 514 millions de dollars auprès du fonds de capital risque américain Carlyle Group ; en échange d'une participation de 31 %. À ce moment-là l'entreprise était valorisée à 1,6 milliard de dollars.
La firme développe également des partenariats avec le fabricant HP ainsi qu'avec le constructeur automobile Chrysler qui proposent aujourd'hui des produits équipés de la technologie Beats Audio.
En janvier 2014, la société lance Beats Music, un service de streaming musical basé sur un catalogue de 20 millions de titres.
Le 28 mai de la même année, le groupe informatique américain Apple fait l'acquisition de Beats Electronics et Beats Music pour 3 milliards de dollars (environ 2,2 milliards d'euros). En moins de trois ans, la valorisation de Beats Electronics a été multipliée par cinq.
En juin 2015 Apple a présenté le fruit du rachat de Beats Music : Apple Music. Ce service de streaming est lancé le 30 juin 2015 sur iOS, Mac OS, et Windows puis à l'automne sur Android.

## Communication
Dans le cadre de sa stratégie marketing, ces produits apparaissent souvent dans des clips, des films et des publicités, utilisés par des artistes de renommée tels que Eminem, Cardi B, Big Sean, Lady Gaga, Lil Wayne, Ariana Grande, Kendall Jenner, Kylie Jenner, David Guetta, Justin Bieber, Axwell, Coldplay ou encore Ava Max.